# Corollospora baravispora
Corollospora baravispora är en svampart som beskrevs av Steinke & E.B.G. Jones 2009. Corollospora baravispora ingår i släktet Corollospora och familjen Halosphaeriaceae.   Inga underarter finns listade i Catalogue of Life.